# کاچانووو
کاچانووو (به لهستانی:  Kaczanowo) یک روستا در لهستان است که در گمینا وژشنگا واقع شده‌است.